# اچ‌اس‌بی‌سی بانک اروپا
اچ‌اس‌بی‌سی بانک اروپا (انگلیسی: HSBC Bank) شرکت خدمات مالی و بانکداری بریتانیایی است، که در سال ۱۸۶۵ تأسیس شد.